# دوغلاس فريمان
دوغلاس فريمان (21 يوليو 1916 في المملكة المتحدة - 3 أبريل 2013 ببرستل في المملكة المتحدة) (بالإنجليزية: Douglas Freeman)‏ هو لاعب كريكت بريطاني وبريطاني (وحمل سابقاً جنسية المملكة المتحدة لبريطانيا العظمى وأيرلندا). لعب مع Kent County Cricket Club ‏ وDorset County Cricket Club ‏.

## وصلات خارجية
- دوغلاس فريمان على موقع إي آس بي آن كريك إنفو (الإنجليزية)